# U 15 (U-Boot, 1912)
U 15 war ein U-Boot der deutschen Kaiserlichen Marine.

## Bau und Indienststellung
Das Boot war ein sogenanntes Zweihüllenboot, als Hochseeboot in einem Amtsentwurf konzipiert. Es wurde am 23. Februar 1909 in Auftrag gegeben und in der Kaiserlichen Werft Danzig auf Kiel gelegt. Der Stapellauf erfolgte am 18. September 1911. Auslieferung und Indienststellung erfolgten am 7. Juli 1912 unter dem Kommando von Oberleutnant zur See Hans Adam.

## Technik
Das Boot war 57,88 m lang und 6 m breit und hatte einen Tiefgang von 3,44 m sowie eine Verdrängung von 516 Tonnen über und 644 Tonnen unter Wasser. Die Besatzung bestand aus 29 Mann, davon vier Offiziere. Die Maschinen für die Überwasserfahrt waren zwei Sechs- und Achtzylinder-Zweitakt Petroleummotoren von Körting mit zusammen 882 kW (1200 PS). Zur Unterwasserfahrt kamen zwei Elektromotoren von SSW mit zusammen 860 kW (1.160 PS) zum Einsatz. Damit waren Geschwindigkeiten von 14,8 kn über Wasser bzw. 10,7 kn unter Wasser möglich. Der Aktionsradius des Boots betrug bis zu 4.000 NM bei Überwasserfahrt. Bei getauchter Fahrt mit 5 kn Marschgeschwindigkeit wurden maximal 90 NM erreicht. Die maximale Tauchtiefe betrug 50 Meter. Die sechs mitgeführten Torpedos konnten über zwei Bug- und zwei Heckrohre verschossen werden.

## Einsatz und Verbleib
U 15 führte zwei Feindfahrten durch, bei denen keine Versenkungen erzielt wurden.
Am 6. August 1914 lief U 15, zusammen mit neun anderen U-Booten, von Helgoland zu einer ersten Feindfahrt gegen Großbritannien aus. Am 8. August sichtete es die britischen Schlachtschiffe Ajax, Monarch und Orion. Ein Torpedo verfehlte die Monarch. Es war die erste Kampfhandlung eines deutschen U-Bootes im Ersten Weltkrieg. Am nächsten Morgen wurde U 15 bei Fair Isle in etwa auf der Position 58° 22′ N, 0° 58′ O vom Leichten Kreuzer Birmingham im Nebel überrascht. Es lag gestoppt und lautes Hämmern aus dem Inneren des Bootes deutete auf eine Reparatur hin. Bevor U 15 tauchen konnte, wurde es von der Birmingham gerammt und versank mit der gesamten Besatzung. Damit war U 15 das erste deutsche U-Boot, das im Ersten Weltkrieg verloren ging.

## Kommandanten
| Dienstgrad           | Name          | von            | bis            |
| -------------------- | ------------- | -------------- | -------------- |
| Oberleutnant zur See | Hans Adam     | 7. Juli 1912   | 1. August 1914 |
| Kapitänleutnant      | Richard Pohle | 1. August 1914 | 9. August 1914 |